# Pszów (gmina)

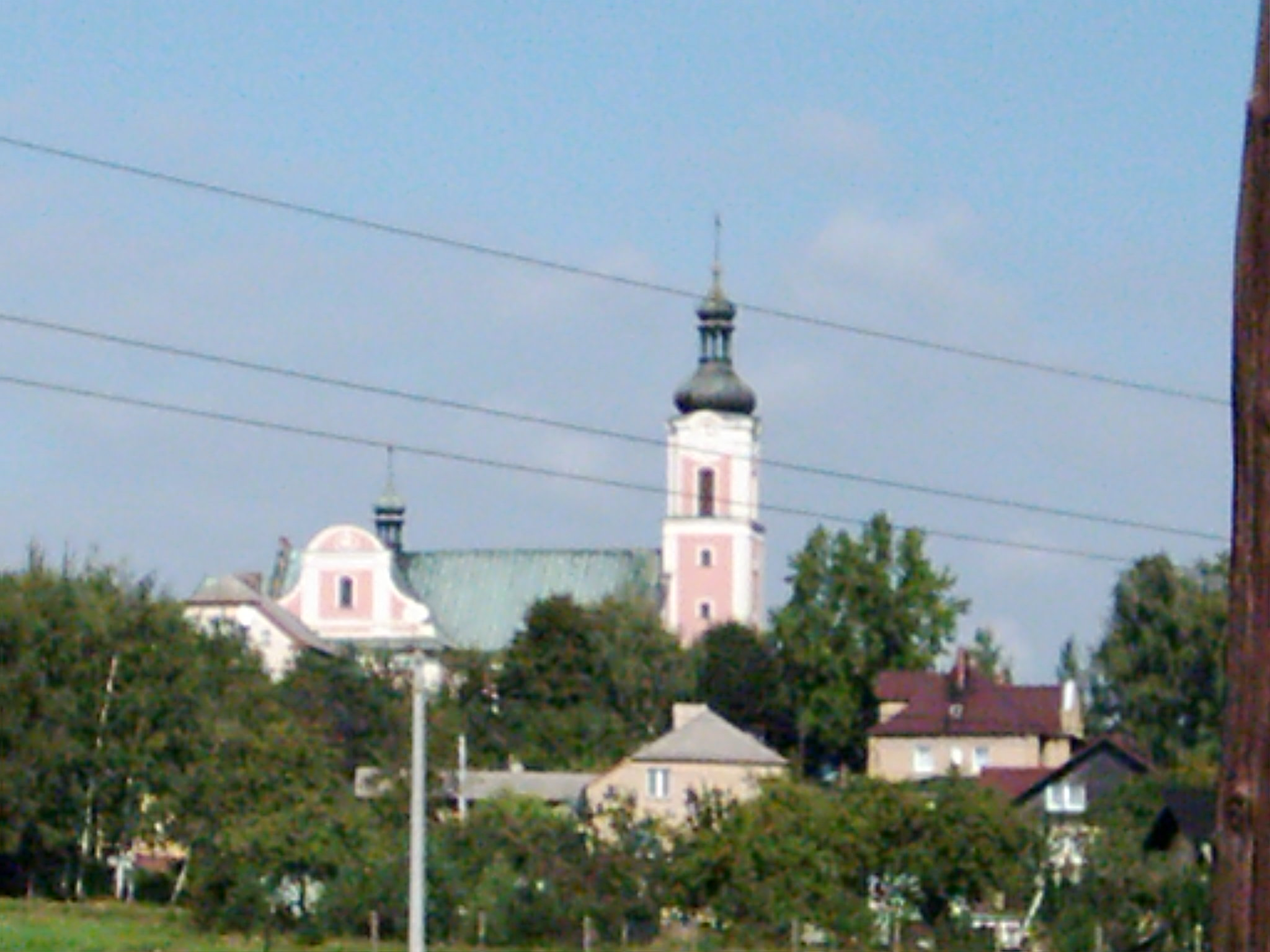
Kościół w Zawadzie Rybnickiej

Pszów – dawna gmina wiejska istniejąca w latach 1945–1954 w woj. śląskim, katowickim i stalinogrodzkim (dzisiejsze woj. śląskie). Siedzibą władz gminy była wieś Pszów (1954–1975 miasto, 1975–1994 dzielnica Wodzisławia Śląskiego, od 1994 ponownie samodzielne miasto).
Gmina zbiorowa Pszów powstała w grudniu 1945 w powiecie rybnickim w woj. śląskim (śląsko-dąbrowskim). Według stanu z 1 stycznia 1946 gmina składała się z 4 gromad: Pszów, Kokoszyce, Krzyżkowice (stanowiące w kolejnych latach przejściowo odrębną gminę Krzyżkowice) i Zawada Rybnicka (do 1931 i od 1954 Zawada).
10 marca 1947 z gminy Pszów wyłączono część gromady Krzyżkowice, kolonię Nalas, włączając ją do gminy Rydułtowy.
6 lipca 1950 zmieniono nazwę woj. śląskiego na katowickie, a 9 marca 1953 kolejno na woj. stalinogrodzkie. Według stanu z 1 lipca 1952 gmina składała się z 4 gromad: Pszów, Kokoszyce, Krzyżkowice (ponownie) i Zawada Rybnicka.
Gmina została zniesiona 29 września 1954 wraz z reformą wprowadzającą gromady w miejsce gmin. Z jej obszaru powstały gromady Pszów i Kokoszyce, które 1 października 1954 znalazły się w granicach nowo utworzonego powiatu wodzisławskiego. Gromada Pszów jeszcze w tym samym roku status miasta (13 listopada 1954).
Gminy Pszów nie przywrócono 1 stycznia 1973 wraz z kolejną reformą reaktywującą gminy. Do Pszowa włączono tego dnia Kokoszyce i Zawadę, przez co gmina miejska Pszów objęła swymi granicami wszystkie wsie dawnej jednostki wiejskiej. 27 maja 1975 Pszów stał się częścią Wodzisławia Śląskiego, usamodzielniając się ponownie z dniem 30 grudnia 1994 (bez dzielnic Kokoszyce i Zawada, które pozostały w obrębie Wodzisławia).